# モーリス・コマーシャル Jタイプ
モーリス・コマーシャル Jタイプ（Morris Commercial J-type）は、モーリス社の子会社であるモーリス・コマーシャル社（Morris Commercial）により1949年から1961年まで販売されていた10 cwtクラスのバンである。
1952年にモーリス社の親会社であるナッフィールド・オーガニゼーションとオースチン社が合併しブリティッシュ・モーター・コーポレーション（British Motor Corporation）に再編されるとコマーシャルの名称は外され、このバンはモーリス J（Morris J-type）として販売された。

## 概要
コマーシャル Jタイプは当時の傾向であったキャブオーバー型を採用し両側にスライディングドアーを備えており、ハンドル位置は左右両方が製造された。完成車と同様にJタイプは外部のボディ架装メーカーにシャーシのみでも供給されピックアップトラック、ダンプカー、アイスクリーム販売車（ice cream van）、牛乳配送車（milk float）などの用途の車両が造られた。多数が郵便局（Post Office）で購入されたが、前後のゴム製フェンダーを備えている点が標準モデルと異なっていた。
J タイプは当時のモーリス・オックスフォード（Morris Oxford）のエンジンを基にした1476 ccの4気筒 サイドバルブ エンジンを搭載しており、3速のトランスミッションと当初はスパイラル・ベベルギア（Spiral bevel gear）型リアアクスルを通して後輪を駆動していた。リアアクスルは後にハイポイド型に変更された。
Jタイプは1957年にOHVのBMC Bシリーズ エンジン（BMC B-Series engine）と4速トランスミッションを搭載されたときにJBとなった。
オースチン版のJタイプは1957年にオースチン 101として市場に導入されたがモーリス版との差異は付けられているバッジだけであった。
コマーシャル Jタイプは48,600台が製造され、1961年初めにモーリス・コマーシャル J4に代替されて生産は終了した。